# Pavelló Suís
El Pavelló suís (Pavillon Suisse o Fondation suisse) és un edifici dissenyat per Le Corbusier. Construït entre els anys 1931 i 1933 com una residència estudiantil a la Ciutat Internacional Universitària de París, va servir com a model per experimentar les teories sobre l'habitatge col·lectiu de l'autor.
El disseny de l'edifici es basa en els anomenats "5 punts" que caracteritzen la teoria arquitectònica Le Corbuserina, però introduint algunes evolucions.
El pavelló ha estat declarat monument nacional a França, i és candidat per a la llista de patrimoni de la humanitat de la UNESCO.

## Història
L'edifici va ser un encàrrec directe del comitè d'universitats suïsses, i en el seu disseny va col·laborar també Pierre Jeanneret; cosí de Le Corbusier i també arquitecte. El programa constava essencialment de 46 habitacions, un menjador i un saló, amb un pressupost d'execució molt ajustat.

## L'arquitectura
L'edifici consta de tres volums clarament diferenciats: un prisma que alberga les habitacions; un espai en planta baixa que alberga la recepció i les zones comunes, i una tercera peça que té les funcions de connexió i comunicació vertical.
Complint els principis dels "5 punts", el prisma de les habitacions es recolza en una sèrie de grans pilars que eleven el prisma sobre el sòl, permetent la circulació sota l'edifici. El terrat es percep com una terrassa accessible, i la façana sud, a diferència de la nord, està completament acristallada. En contraposició a la geometria neta i rotunda del prisma, tan la peça de zones comunes com la de comunicacions eren de planta curvilínia.
Aquest edifici es va convertir en un dels símbols de la nova arquitectura del Moviment Modern, i sempre va gaudir de les atencions de l'arquitecte. Després de les destrosses provocades durant la II Guerra Mundial, la gran paret del saló seria restaurada i redecorada novament en 1948 amb un mural realitzat pel mateix artista.